# The Last Resort (film)
The Last Resort – niskobudżetowy amerykański film fabularny z 2009 roku w reżyserii Brandona Nutta, z Marissą Tait, Americą Olivo, Jeremym Glazerem i Christianem Boevingiem obsadzonymi w rolach przodujących. Projekt dystrybuowany był przez studio Lions Gate Entertainment.

## Opis fabuły
Podczas wakacji w Meksyku amerykańskie przyjaciółki zostają napadnięte i obrabowane. Pomocy szukają w opuszczonym kurorcie, w którym doszło niegdyś do tragedii. Na miejscu dzieją się przerażające rzeczy.

## Obsada
- Marissa Tait − Kathleen
- America Olivo − Sophia
- Paulie Rojas − Amber
- Sita Young − Beth
- Arianne Zucker − Jessica
- Christian Boeving − Big Daddy
- Nick Ballard − Rob
- Jeremy Glazer − Jeremy
- Ian Patrick Williams − Założyciel